# スフバートル区

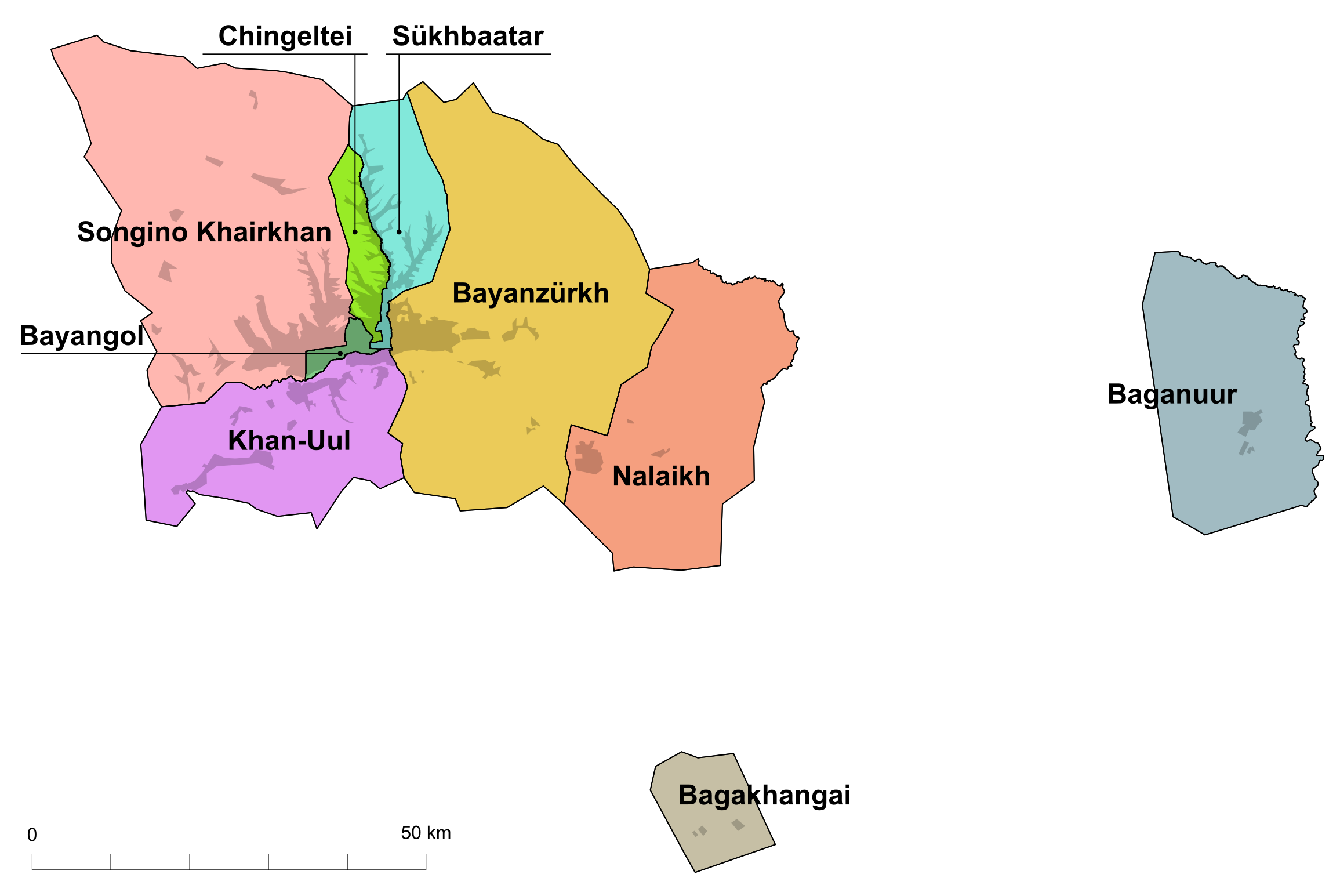
ウランバートルの中のスフバートル区の位置（水色）

スフバートル区（モンゴル語: Сүхбаатар дүүрэг, Sükhbaatar düüreg）は、モンゴル国の首都ウランバートル市に9つある区（Düüreg）の一つである。スフバートル区は20のホロー（khoroo）で構成される。区の成立は1965年で、モンゴルの軍事指導者で革命の英雄であるダムディン・スフバートルが名前の由来である。2022年3月時点で区内には34,752戸126,321人が居住する。

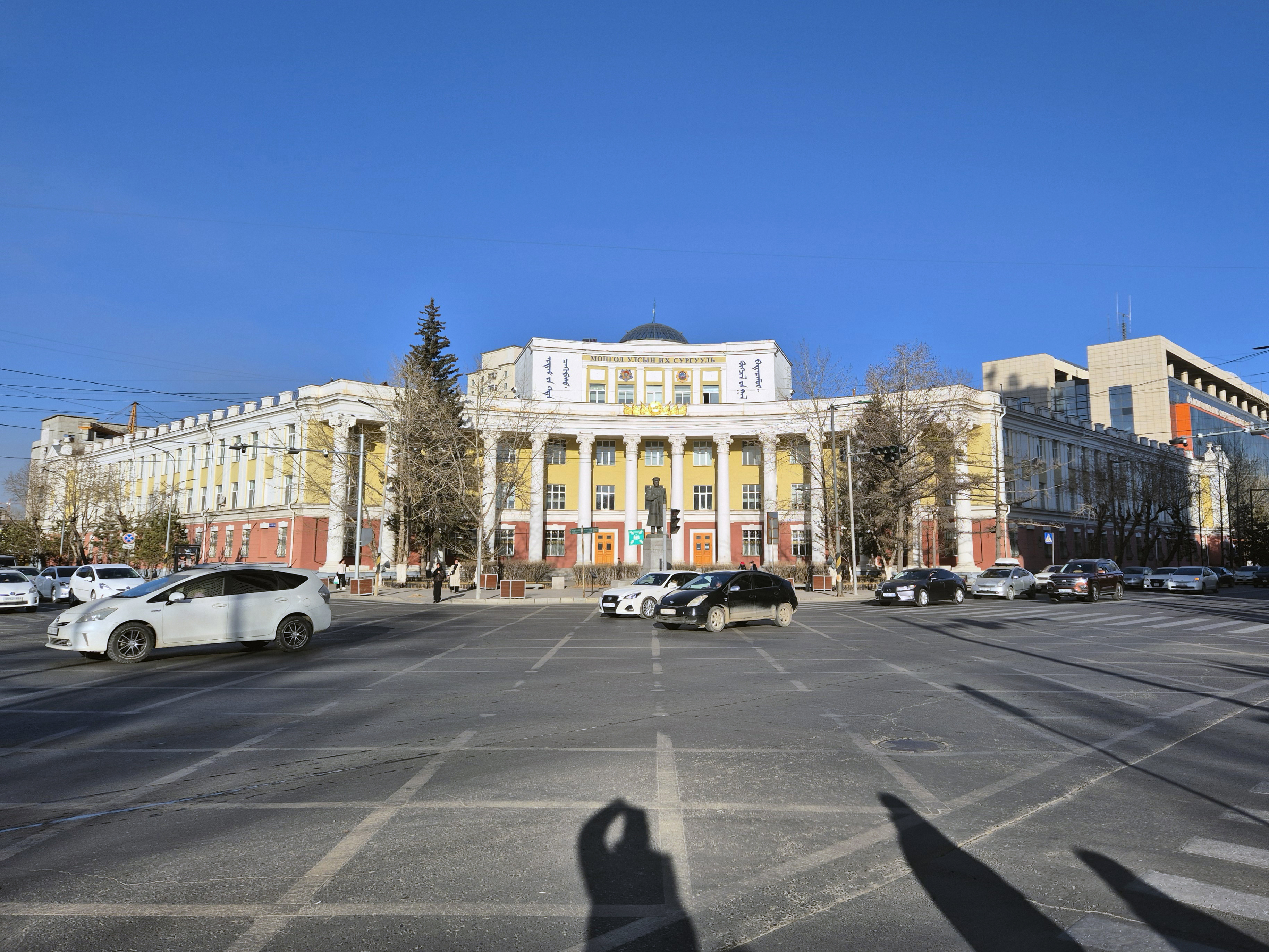
モンゴル国立大学の写真

スフバートル区はモンゴルの政治・経済の中心地で、多くの公共機関、国際機関、企業等がある。例えば、政府宮殿、官公庁、市役所、政党本部、各国の駐モンゴル大使館、国際連合、世界銀行、アジア財団の現地機関、モンゴル国立大学、モンゴル科学技術大学、モンゴル教育大学、国立第1病院などである。

## 長野県佐久市との友好条約
佐久市と友好都市を結んでいる。
スフバートル区との交流を列挙していく。
- 2006年　熱気球でモンゴルを訪問
- 2007年　在日モンゴル大使館訪問
- 2008年　佐久市長表敬訪問
- 2009年　モンゴル国友好記念フェスティバル
- 2010年　佐久バルーンフェス2010
- 2011年　東京モーニング
- 2013年　創作記念日ビデオレター
- 2014年　モンゴルビデオレター
- 2015年　中学生海外研修事業
- 2016年　東京イブニング
- 2017年　馬頭琴コンサート
- 2018年　D.ツォグトバータル外務大臣公式訪問
- 2019年　子ども交流事業
- 2020年　バッジジャルカル特命全権大使との夕食会[5]
- 2023年　「北極星勲章」授章報告
- 2024年　姉妹都市提携調印式